# مقاطعة ميكولايف
مقاطعة ميكولايف أو مِكولَيِف أُبلَست (الأوكرانية: Миколаївська область) هي أوبلاست (مقاطعة) تقع في النصف الجنوبي لأوكرانيا. مركزها الإداري هو مدينة مكولَيِف.

## جغرافيا
تقع ميكولايف في النصف الجنوبي لأوكرانيا، يحدها شمالا و كيروفوهراد أوبلاست، وجنوبا البحر الأسود،كما يحدها شرقا دنيبروبتروفسك أوبلاست من جهة الشمال الشرقي، و خيرسون أوبلاست من جهة الجنوب الشرقي، و يحدها غربا أوديسا أوبلاست.

تقدر مساحة ميكولايف أوبلاست ب24،598 كم ²، حوالي 4.07٪ من المساحة الإجمالية لأوكرانيا.

### التقسيم الإداري
منذ 18 يوليو 2020 وتقسم المقاطعة لـ 4 مقاطعات فرعية (رايون):
| العلم | المقاطعة            | المركز     | المساحة   | السكان (تقديرات 2021) |
| ----- | ------------------- | ---------- | --------- | --------------------- |
|       | بشتانسكي «رايون»    | باشتانكا   | 1،706 كم² | 136.739 نسمة          |
|       | ميكولايفسكي «رايون» | ميكولايف   | 1429 كم²  | 645.562 نسمة          |
|       | بيرفومايسك «رايون»  | بيرفومايسك | 1،319 كم² | 147757 نسمة           |
|       | فوزنيسنسك «رايون»   | فوزنيسنسك  | 1،391 كم² | 178،336 نسمة          |